# Microplitis eremitus
Microplitis eremitus är en stekelart som beskrevs av Henry J. Reinhard 1880. Microplitis eremitus ingår i släktet Microplitis och familjen bracksteklar. Inga underarter finns listade i Catalogue of Life.